# جون كوينسي آدامز وإلغاء العبودية
مثل معظم المعاصرين، تطورت آراء جون كوينسي آدامز حول العبودية مع مرور الوقت. يتساءل المؤرخ ديفيد إف. إريكسون كيف لم يصبح أبدًا مؤيدًا لإلغاء العبودية. لم ينضم أبدًا إلى الحركة التي أطلق عليها المؤرخون اسم «إلغاء العبودية» - بقيادة وليم لويد غاريسون - لأنها طالبت بالإلغاء الفوري للعبودية وأصرت على أن استعباد الناس يُعتبر خطيئة. وعلاوةً على ذلك، فإن إلغاء العبودية يعني الانفصال وكان آدامز نصيرًا قويًا للقومية الأمريكية والاتحاد.
غالبًا ما تعامل آدامز مع القضايا المتعلقة بالعبودية خلال مسيرته المهنية التي استمرت سبعة عشر عامًا في الكونغرس، والتي بدأت بعد تسلمه الرئاسة. في مجلس النواب، أصبح آدامز نصيرًا لحرية التعبير وطالب بالاستماع إلى الالتماسات ضد العبودية على الرغم من «قانون التكميم» الذي ينص على عدم الاستماع. تحدث آدامز مرارًا وتكرارًا ضد «قوة الرقيق» باعتبارها القوة السياسية المنظمة لأصحاب العبيد الذين سيطروا على جميع الولايات الجنوبية والممثلة عنهم في الكونغرس. هاجم بشراسة ضم تكساس (1845) والحرب المكسيكية الأمريكية (1846-1848) كجزء من «مؤامرة» لتمديد العبودية. خلال مناظرة اللوم، عبّر آدامز عن سروره بحقيقة أن الجنوبيين سيتذكرونه إلى الأبد على أنه «العدو الأكثر ذكاءً وحدةّ للعبودية في الجنوب على الإطلاق».
يجادل كاتبا السيرة الذاتية ناغل وبارسونز بأنه لم يكن مؤيدًا حقيقيًا لإلغاء العبودية، على الرغم من أنه سرعان ما أصبح العدو الأساسي لها في الكونغرس. على الرغم من أنه، مثل معظم المعاصرين المناهضين للعبودية مثل هنري كلاي، اعتبر الحفاظ على الاتحاد هدفًا أساسيًا، إلا أنه أصبح أكثر قوةً اتجاه قضية مكافحة العبودية. يلاحظ ريميني أن آدامز كان يخشى أن نهاية العبودية لا يمكن أن تأتي إلا من خلال الحرب الأهلية أو موافقة العبيد في الجنوب، وليس بشكل سريع ومؤذ مثلما أراد دعاة إلغاء العبودية.

## الخلفية
وُلد جون كوينسي آدامز لعائلة لم تمتلك العبيد أبدًا إذ كان معاديًا لهذه الممارسة. كانت والدته، أبيجيل آدامز، لديها آراء قوية مناهضة للعبودية. عارض والده، الرئيس جون آدامز، على الرغم من معارضته لمشروع قانون عام 1777 في ماساتشوستس لتحرير العبيد، العبودية من حيث المبدأ واعتبرها ممارسة بغيضة. ركزت مسيرة آدامز المهنية قبل انتخابه للرئاسة في عام 1824 على السياسة الخارجية حيث نادرًا ما ظهرت قضية متعلقة بالعبودية. لم تكن ثمة خلافات كبيرة تتعلق بالعبودية خلال فترة رئاسته. أصبحت قضية النقابة محل نزاع حاد في عهد خليفته، أندرو جاكسون، بعدما هددت ساوث كارولينا بالانفصال، ويرجع سبب ذلك جزئيًا إلى قانون التعريفة الجمركية. تم حل هذه الأزمة، أزمة الإبطال، بنجاح، وذلك بإقرار تعريفة أقل ووضع حد للتهديدات بالانفصال.
كان النقاش حول تسوية ميزوري في عام 1820 نقطة تحول بالنسبة لآدامز. خلال تلك المناظرة، انفصل عن صديقه جون كالهون، الذي أصبح الزعيم الوطني الأكثر صراحة لصالح العبودية. أصبح الاثنان أعداء لدودين. شوّه آدامز فكرة العبودية باعتبارها سياسةً رديئة بينما رد كالهون بأنه يجب حماية الحق في امتلاك العبيد من تدخل الحكومة الفيدرالية للحفاظ على بقاء الأمة. قال آدامز بأن العبودية تتعارض مع مبادئ الجمهورية، بينما قال كالهون بأن العبودية ضرورية للديمقراطية الأمريكية لأنها تجعل جميع الرجال البيض متساوين. توقع آدامز أنه في حال شكل الجنوب دولةً جديدة، فسيتم تقسيمها بسبب تمرد العبيد العنيف. وفي حال تورط البلدان في الحرب، توقع آدامز أن رئيس الولايات المتحدة سيستخدم سلطاته الحربية لإلغاء العبودية. أصبح الرجلان قائدين أيديولوجيين للكل من الشمال والجنوب.